# Emile Witbooi
Emile Amoreece Witbooi (28 de agosto de 2008, Kimberley, Sudáfrica) es un futbolista profesional sudafricano que juega como delantero en el Cape Town City de la Liga Premier de Sudáfrica.

## Carrera
Emile es producto de los Tshwaragano All Stars y la School of Excellence, se unió a la academia de Cape Town City el 20 de enero de 2024. En noviembre, realizó una prueba de un mes con el club de la Premier League, Chelsea. Hizo su debut profesional el 2 de marzo de 2025 con Cape Town City ingresando desde el banquillo en la derrota por 2-0 ante el AmaZulu en la Liga Premier de Sudáfrica. Con 16 años, seis meses y cinco días, fue el debutante más joven de su club y el noveno más joven en la historia de la liga.

## Carrera internacional
Witbooi formó parte de la selección sudafricana sub-20 que ganó la Copa COSAFA sub-20 de 2024.  Más tarde ese año, jugó para la selección sudafricana sub-17 en el Campeonato COSAFA sub-17 de 2024. En marzo de 2025, fue convocado nuevamente para la selección sudafricana sub-17, esta vez para la Copa Africana de Naciones sub-17 de 2025.